# Исељавање Пољака из Босне и Херцеговине 1946.
Исељавање Пољака из Босне и Херцеговине у Пољску 1946. године (пољ. Przesiedlenie Polaków z Bośni i Hercegowiny do Polski w 1946 roku) био је процес пресељења пољске националне мањине са територије тадашње СР Босне и Херцеговине у Пољску након завршетка Другог светског рата. Представљао је први случај организованог, колективног пресељења једне националне мањине у социјалистичкој Југославији.

## Историја

### Досељавање у Босну
Пољаци римокатоличке и гркокатоличке вероисповести (који су често били Украјинци) насељавали су се из области Галиције у Босну и Херцеговину током владавине Аустроугарске (1878–1918). Највећи део досељеника населио се на подручју Прњавора, Дервенте, Босанске Градишке, Бања Луке, Босанског Новог и Приједора. Према попису из 1910. године, у Босни и Херцеговини је живело 10.975 Пољака, углавном сељака. Процењује се да је до 1930. године њихов број порастао на око 20.000.‍:95–96

### Други светски рат
Током Другог светског рата, пољска мањина се у почетку није масовније укључивала у сукобе. Тек у пролеће 1944. године, већи део заједнице придружио се Народноослободилачком покрету. Дана 7. маја 1944. године, од око 200 пољских бораца формиран је Пети (пољски) батаљон у оквиру 14. средњобосанске ударне бригаде.

### Разлози за исељавање и дипломатски процес
На крају рата, у Босни и Херцеговини је живело преко 15.000 Пољака. На конференцији одржаној 1. јула 1945, представници пољске мањине су се обратили председнику Владе БиХ Родољубу Чолаковићу са жељом за колективном репатријацијом у Пољску. Ова иницијатива је убрзо добила подршку пољске амбасаде у Београду и самог Јосипа Броза Тита. Као главне разлоге за одлазак навели су лоше услове живота, правну несигурност и насиље којем су били изложени. Васиљ Семак, посланик из Прњавора, сведочио је да су у том крају српски сељаци убијали Пољаке и пљачкали њихову имовину. У околини Српца, Пољаци и Украјинци су непосредно након рата "свакодневно напуштали своје домове и бежали ради пљачке од стране српског становништва које помажу четничке банде". У периоду од 25. децембра 1945. до 25. јануара 1946. из среза Србац је избегло 2.482 од укупно 5.700 Пољака. Због ових напада, југословенске власти су наоружале пољско становништво, које је формирало сопствене одреде ради заштите села.
Након преговора, као одредиште за репатријанте изабрана је област Доња Шлезија, првенствено околина града Болеславјеца. Међудржавни протокол о исељењу Пољака из Југославије потписан је у Београду 2. јануара 1946. године. Према одредбама протокола, сваки исељеник морао се писмено и добровољно одрећи своје непокретне имовине у Југославији.

## Процес пресељења и последице
Процес исељавања трајао је од 28. марта до 2. новембра 1946. године. Према различитим подацима, из Босне и Херцеговине је исељено од 14.088 до приближно 18.000 људи. Прецизнији подаци говоре о 2.649 породица са укупно 14.088 чланова (од тога 7.405 деце, 3.501 жена и 3.182 мушкарца). Они су за собом оставили 1.740 кућа и преко 13.800 хектара земље.
Истовремено, из других делова Југославије иселио се мањи број Пољака: из Хрватске 999, из Србије 198 и из Словеније 16 особа. Ипак, група од око 4.000 Пољака остала је да живи у околини Босанске Градишке.
Овај егзодус је имао драматичне демографске последице. Према попису из 1953. године, у Босни и Херцеговини је остао свега 1.161 Пољак. Број је наставио да опада, па их је 1981. било 609, док се почетком 21. века њихов број процењује на око 300.